# Bengaluru Metro

Logo der Bengaluru Metro (Namma)

Die Bengaluru Metro oder Namma Metro (Kannada: ನಮ್ಮ ಮೆಟ್ರೊ „unsere Metro“) ist die U-Bahn in der indischen Stadt Bengaluru, dem früheren Bangalore. Sie wurde im Oktober 2011 eröffnet. Damit ist sie die dritte U-Bahn Indiens nach der Metro Kolkata (eröffnet 1984) und der Metro Delhi (eröffnet 2002). Die erste Ausbauphase wurde im Juni 2017 fertiggestellt. Die Bangaluru Metro besitzt zwei Linien mit einer Länge von 42,3 Kilometern (davon 33,5 Kilometer oberirdisch und 8,8 Kilometer im Tunnel) und 40 Stationen.

## Geschichte
Mit der Planung für die Metro wurde begonnen, weil die Infrastruktur der Stadt kaum mehr mit dem rasanten Bevölkerungswachstum der inzwischen Millionenstadt mithalten konnte. Durch den Bau eines leistungsfähigen U-Bahn-Netzes sollen die zunehmenden Verkehrsstaus und die wachsenden Luftverschmutzung eingeschränkt werden. Am 24. Juni 2006 legte der indische Premierminister Manmohan Singh den Grundstein für die Metro. Die tatsächlichen Bauarbeiten begannen am 15. April 2007.
Am 20. Oktober 2011 wurde der erste Abschnitt der violetten Linie zwischen Byappanahalli und MG Road eröffnet. Der erste Abschnitt der grünen Linie zwischen Peenya Industry und Sampige Road ging am 1. März 2014 in Betrieb. Am 1. Mai 2015 wurde er von Peenya Industry bis Nagasandra verlängert. Am 16. November 2015 folgte ein zweiter Abschnitt der violetten Linie zwischen Mysore Road und Magadi Road. Mit der Eröffnung des unterirdischen Abschnitts zwischen Magadi Road und Mahatma Gandhi Road am 29. April 2016 erfolgte der Lückenschluss der violetten Linie. Am 17. Juni 2017 wurde schließlich der Abschnitt der grünen Linie von Sampige Road nach Yelachenahalli eröffnet. Damit ist die gesamte Ausbauphase der Metro Bangalore fertiggestellt.
Die Bauarbeiten für die zweite Ausbauphase begannen im September 2017.[veraltet]

## Streckennetz

Das Streckennetz der Metro Bangalore

### Erste Ausbaustufe
Seit Fertigstellung der ersten Ausbauphase besitzt die Metro Bangalore ein 42,3 Kilometer langes Streckennetz mit zwei Linien: die in Ost-West-Richtung verlaufende „violette Linie“ und die in Nord-Süd-Richtung verlaufende „grüne Linie“. Die beiden Linien kreuzen sich am Bahnhof Majestic. Insgesamt verlaufen 33,5 Kilometer oberirdisch und 8,8 Kilometer im Tunnel. Es bestehen 40 Stationen, davon 33 oberirdisch und sieben im Tunnel. Beide Strecken sind in Normalspur von 1435 mm ausgeführt.
| Linie | Strecke                     | Länge   | Stationen | Fahrtzeit |
| ----- | --------------------------- | ------- | --------- | --------- |
|       | Kengeri ↔ Byappanahalli     | 18,1 km | 23        | 33 min    |
|       | Nagasandra ↔ Silk Institute | 24,2 km | 29        | 44 min    |

### Zweite Ausbaustufe

Das geplante Streckennetz in der zweiten Ausbauphase

Langfristig ist nach Fertigstellung der ersten Ausbaustufe eine zweite Ausbauphase geplant. Sie sieht eine Verlängerung der bestehenden Strecken und zwei neue Linien vor: Die bestehende violette Linie soll bis Whitefield im Osten bzw. Kengeri im Westen und die grüne Linie bis zum Bangalore International Exhibition Centre im Norden bzw. Anjapura im Süden verlängert werden. Hinzu kommen eine neue Nord-Süd-Linie von Nagawara nach Gottigere und eine Querverbindung von R. V. Road bis Bommasandra. Durch die Neubaustrecken wird das Streckennetz sich auf 114 Kilometer vergrößern.

## Betrieb

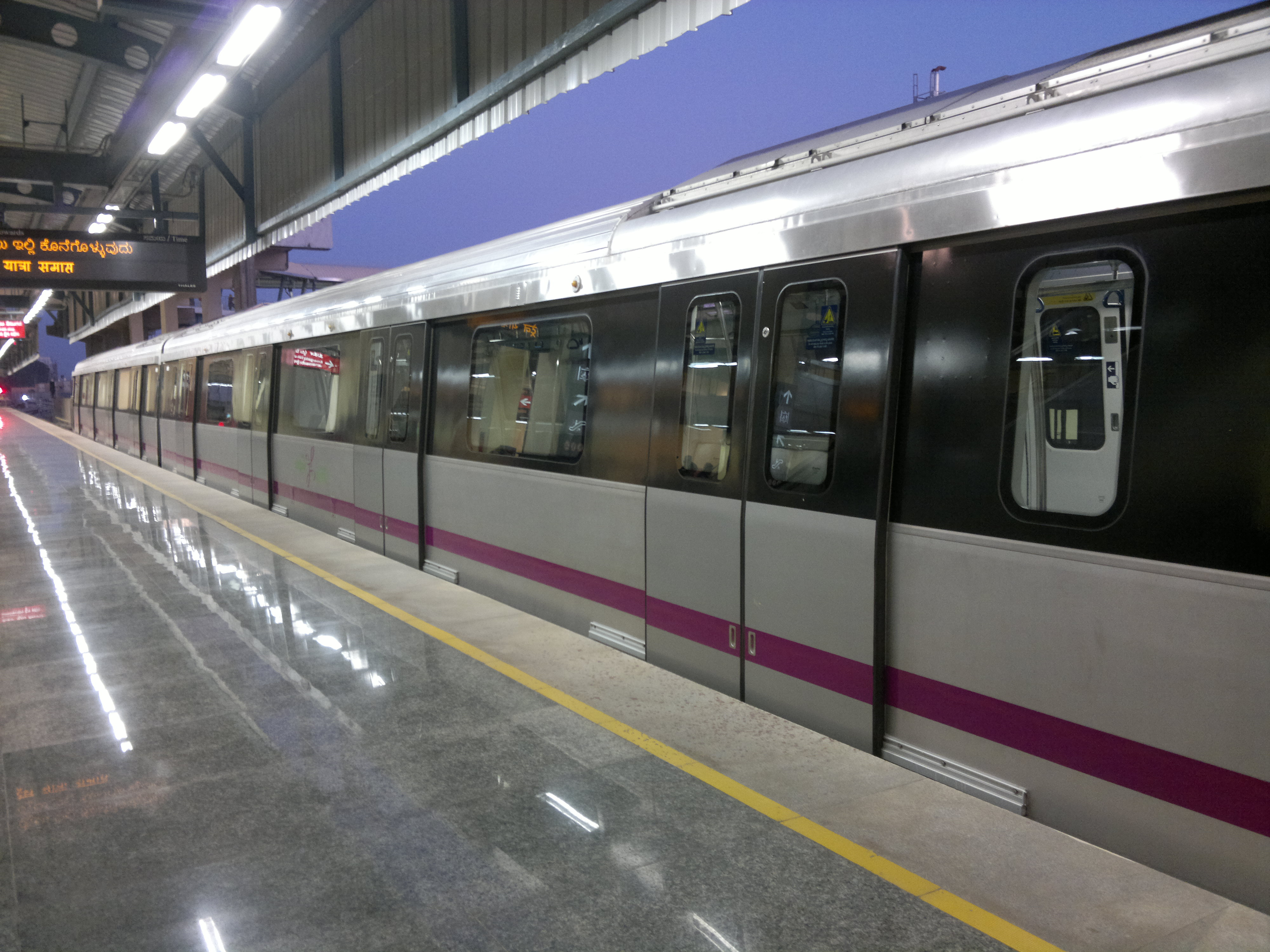
Zug der Metro Bangalore im Bahnhof Byappanahalli

Die Metro Bangalore ist zwischen 6 und 22 Uhr in Betrieb. Zwischen 8 und 20 Uhr verkehren die Züge im 10-Minuten-Takt, in den Randzeiten im 15-Minuten-Takt. Eine Einzelfahrt kostet entfernungsabhängig zwischen 10 und 60 Rupien. Im August 2017 wurde die Metro Bangalore von durchschnittlich 335.000 Menschen pro Tag genutzt.
Die Regierung legte größten Wert auf modernste Technik, um den Anspruch Bangalores als Technologie-Metropole zu unterstreichen: Kunden können neben sogenannten Smart Tokens, eine wiederaufladbare Smart Card im Kreditkartenformat erwerben.
Die Stationen waren ursprünglich dreisprachig auf Kannada, Englisch und Hindi ausgeschildert. Nach Protesten von Kannada-Aktivisten wurde die Beschilderung auf Hindi im August 2017 entfernt.